# Jean-Bernard Saumitou
Pas d'image ? Cliquez ici

a Compétitions nationales et continentales officielles uniquement.

b Matchs officiels uniquement.
Jean-Bernard Saumitou, né à Villeneuve-sur-Lot le 17 avril 1962, est un joueur international de rugby à XIII des 1970, 1980 et 1990. Il occupe le poste de centre, de troisième ligne ou de deuxième ligne.
Il joue toute sa carrière à Villeneuve XIII. Avec ce club, il remporte les titres du Championnat de France en 1980 et de la Coupe de France en 1984.
Il est sélectionné à plusieurs reprises en équipe de France au cours des années 1980 ainsi qu'entre 1989 et 1992 lors de la tournée de 1990 en Australie et pour la Coupe du monde.

## Biographie
Jean-Bernard Saumitou a grandi à Villeneuve-sur-Lot.
Formé à Villeneuve XIII, il est rapidement intégré au groupe sénior évoluant en Elite 1 du Championnat de France et devient une figure du club des années 1980-1990.
Il gagnera le championnat de France en 1980 et sera finaliste à 4 reprises en 1981, 1983, 1984 et 1991. Il gagnera également la Coupe de France en 1984. 
Avec l'Equipe de France, après avoir fait ses débuts en Espoirs, il joue plusieurs matchs au cours de ses premières années en senior. 
Sa carrière sera cependant freinée par de nombreuses blessures qui l'éloignent des terrains un certain temps. 
Il participera à la tournée en Australie de 1990 avec l'Equipe de France ainsi qu'aux matchs de la coupe du monde 1989-1992. 
Il prendra sa retraite sportive en 1995.

## Palmarès
- Collectif :
  - Vainqueur du Championnat de France : 1980 (Villeneuve-sur-Lot).
  - Vainqueur de la Coupe de France : 1984 (Villeneuve-sur-Lot).
  - Finaliste du Championnat de France : 1981, 1983, 1984 et 1991 (Villeneuve-sur-Lot).
  - 4ème à la Coupe du monde de rugby à XIII 1989-1992.

### Détails en sélection
| 1. | 19 novembre 1989 | Nouvelle-Zélande | 14-16 | Test-match | Remplaçant | - | - | - | - |
| 2. | 27 juin 1990     | Australie        | 2-34  | Test-match | Centre     | - | - | - | - |
| 3. | 16 février 1991  | Grande-Bretagne  | 4-8   | Test-match | Remplaçant | - | - | - | - |